# Hokkaidō Chihoku Kōgen Tetsudō
Die Hokkaidō Chihoku Kōgen Tetsudō (jap. 北海道ちほく高原鉄道株式会社, Hokkaidō chihoku kōgen tetsudō kabushiki-gaisha, engl. Hokkaidō Chihoku Highland Railway Co. Ltd.) war eine japanische Bahngesellschaft mit Sitz in Kitami. Sie betrieb von 1989 bis 2006 die 140 km lange Furusato-Ginga-Linie im Osten der Insel Hokkaidō.

## Aktionäre
Die Hokkaidō Chihoku Kōgen Tetsudō war eine so genannte Bahngesellschaft des dritten Sektors, die von lokalen Gebietskörperschaften getragen wurde. Am Aktienkapital von 499,55 Millionen Yen waren beteiligt:
- die Präfektur Hokkaidō
- die Städte Ikeda, Kitami, Ashoro, Honbetsu, Kunneppu, Oketo und Rikubetsu
- verschiedene lokale Privatunternehmen

## Geschichte
In den 1970er Jahren war die Japanische Staatsbahn chronisch defizitär. 1980 beschloss das Parlament ein Gesetz zur Sanierung der Staatsbahnfinanzen. Auf der Basis dieses Gesetzes präsentierte die Staatsbahn eine Liste mit 83 Bahnstrecken, die aufgrund des besonders tiefen Kostendeckungsgrades stillgelegt und auf Busbetrieb umgestellt werden sollten. Zu diesen gehörte auch die damals als Chihoku-Linie (池北線, Chihoku-sen) bezeichnete Strecke von Ikeda über Rikubetsu nach Kitami, die in den Jahren 1910/11 eröffnet worden war. Da ein störungsfreier Busbetrieb im Winter nicht garantiert werden konnte, wurde diese Maßnahme nach einer zweiten Beurteilung im Jahr 1984 vorerst nicht umgesetzt. Die Bahnstrecke ging am 1. April 1987 im Rahmen der Staatsbahnprivatisierung in den Besitz von JR Hokkaido über.
Der Bahnbetrieb durch JR Hokkaido schien mittelfristig nicht gesichert. Deshalb beschlossen Vertreter der betroffenen Städte und Gemeinden in den Unterpräfekturen Sorachi und Abashiri am 14. November 1988, eine Bahngesellschaft mit lokaler Trägerschaft zu gründen. Am 5. Januar 1989 machte die Präfektur Hokkaido eine Finanzierungszusage in der Höhe von 200 Millionen Yen und am 20. Januar wurde der Name der zu gründenden Bahngesellschaft bekanntgegeben. Nach der Gründungsversammlung am 28. Februar und der formellen Gründung am 9. März erteilte das MLIT am 30. März die Betriebskonzession. Die Hokkaidō Chihoku Kōgen Tetsudō übernahm am 4. Juni 1989 den Betrieb, zunächst nach dem bisherigen Fahrplan von JR Hokkaido. Mit dem Fahrplanwechsel vom 6. August 1989 wurde die Anzahl Fahrten erhöht. Gleichzeitig erhielt die Strecke die neue Bezeichnung Furusato-Ginga-Linie.

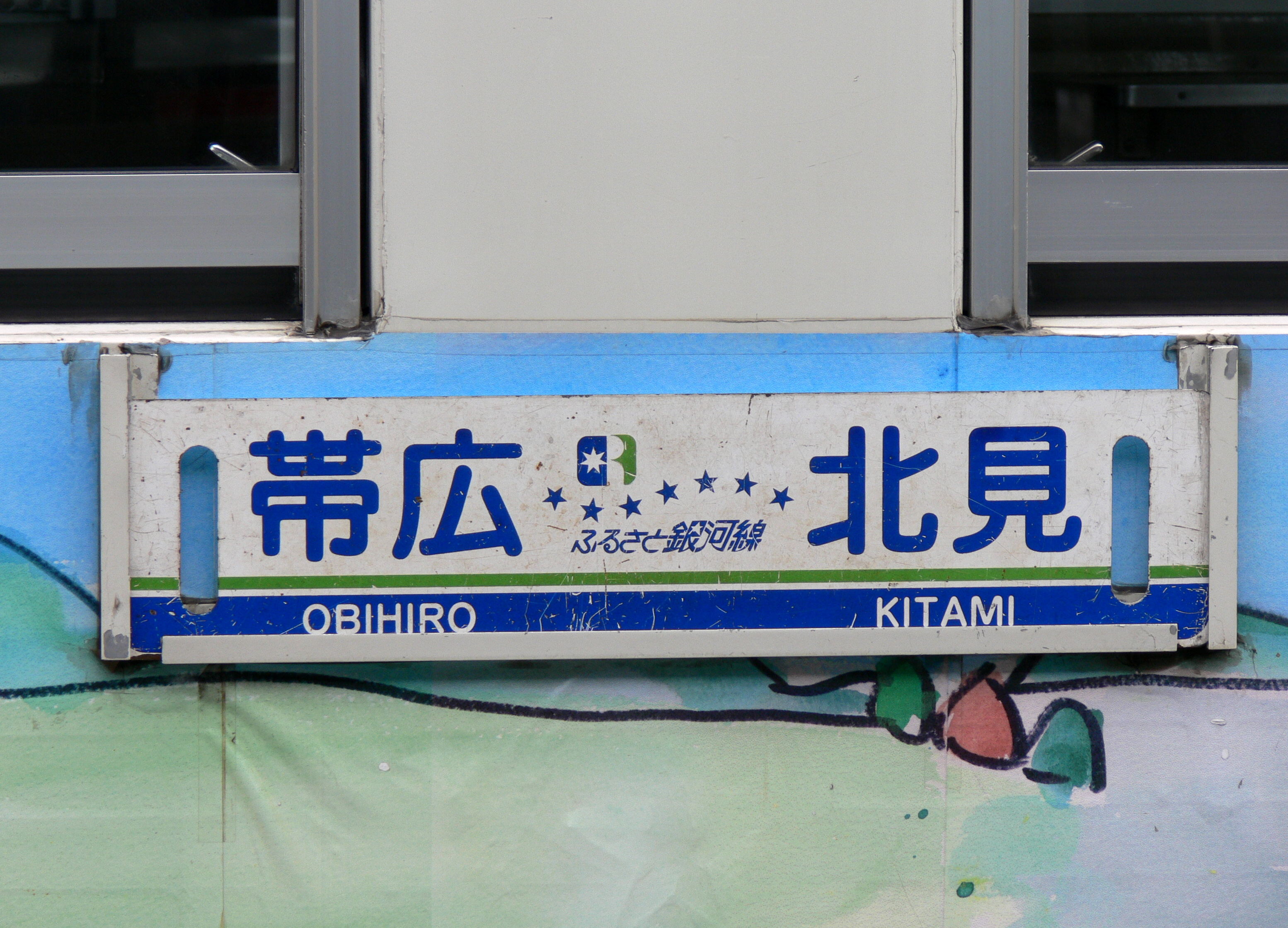
Anzeigetafel am Schnellzug nach Obihiro

Durch den Einsatz von neuem Rollmaterial und der Einführung von Schnellzügen konnte die Fahrtzeit zwischen Kitami und Ikeda um bis zu 45 Minuten verkürzt werden. Es bestand eine enge Kooperation zwischen der Hokkaidō Chihoku Kōgen Tetsudō und JR Hokkaido. Beispielsweise waren Fahrscheine erhältlich, die auf den Netzen beider Gesellschaften gültig waren. Die Fahrzeugwartung wurde im JR-Bahnbetriebswerk Kitami durchgeführt. Ab 1. November 1991 verkehrten die Schnellzüge Kitami–Ikeda weiter auf der Nemuro-Hauptlinie bis nach Obihiro.
Trotz des verbesserten Angebots gelang es der Hokkaidō Chihoku Kōgen Tetsudō nie, ein positives Betriebsergebnis zu erzielen. Das Platzen der Bubble Economy im Jahr 1990 führte in der nachfolgenden „verlorenen Dekade“ zu einer schweren Krise der regionalen Wirtschaft, die stark von der Bauindustrie und verwandten Branchen abhängig war. Aufgrund fehlender wirtschaftlicher Perspektiven hatte dies eine verstärkte Landflucht zur Folge. Die Zahl der Schüler, die auf Strecken im ländlichen Raum stets einen beträchtlichen Tail der Fahrgäste ausmachten (im Falle der Furusato-Ginga-Linie mehr als die Hälfte) nahm ständig ab. Während im Fiskaljahr 1990 nach 1.027.085 Fahrgäste gezählt wurden, waren es im Fiskaljahr 2002 nur noch 536.037. Der Stabilitätsfonds, den die Regierung 1987 im Rahmen der Staatsbahnprivatisierung zur Unterstützung von Privatbahngesellschaften geschaffen hatte, erwirtschaftete aufgrund der Nullzinspolitik der Krisenjahre kaum Erträge, was sich ebenfalls nachteilig auf die Finanzen auswirkte.
Es bestanden Pläne zur Anhebung der zulässigen Höchstgeschwindigkeit von 85 auf 130 km/h, um die Attraktivität des Angebots zu steigern und die Bahn gegenüber dem Individualverkehr konkurrenzfähig zu machen. Das Vorhaben scheiterte aber an den Kosten in der Höhe von 14 Milliarden Yen. Die Anliegergemeinden wehrten sich gegen die Absicht, die Bahnstrecke auf Busbetrieb umzustellen und wollten erwirken, dass die Präfektur Hokkaidō 75 % des Defizits übernimmt. Die Präfekturverwaltung lehnte die Forderung ab und wies darauf hin, dass das regionale Straßennetz mittlerweile gut genug ausgebaut sei, um einen Busbetrieb auch im Winter zu garantieren. Da eine Verbesserung der finanziellen Situation ausgeschlossen war, beschloss der Vorstand am 27. März 2005, die Auflösung der Gesellschaft zu beantragen. Die Aktionärsversammlung bestätigte diesen Beschluss am 17. April 2005 und die Furusato-Ginga-Linie wurde am 21. April 2006 stillgelegt. Schließlich vollzog die Hauptversammlung am 24. Juni 2006 formell die Auflösung der Gesellschaft.

## Fahrzeuge

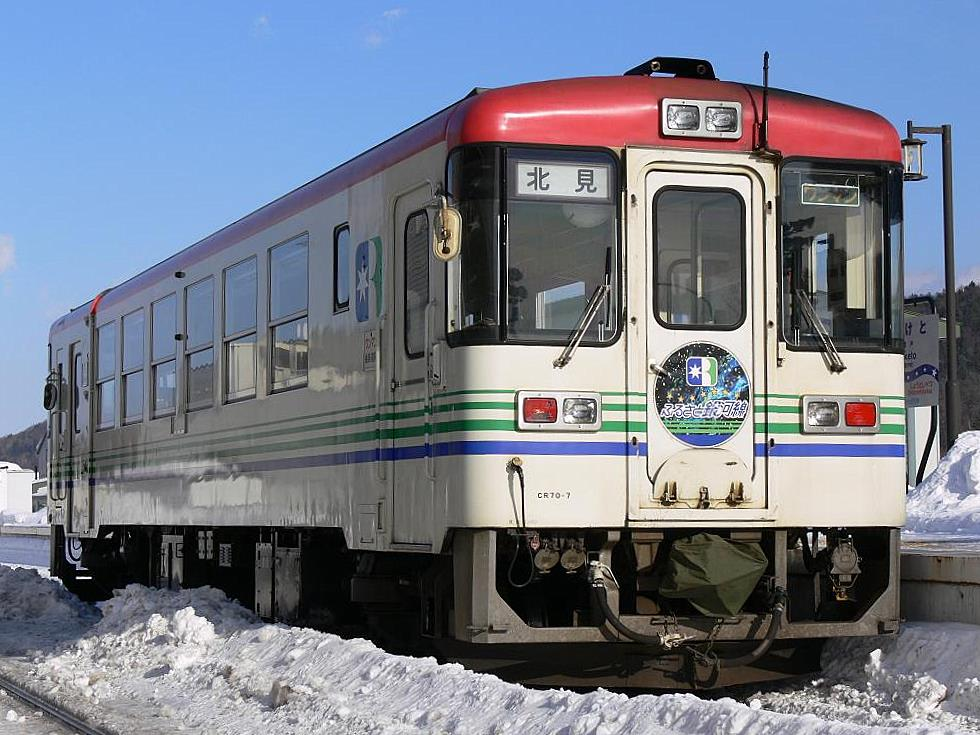
CR 70-Dieseltriebwagen

Für den Bahnbetrieb verwendete die Hokkaidō Chihoku Kōgen Tetsudō Dieseltriebwagen der Baureihen CR 70 und CR 75. Sie stammten beide vom mittelständischen Schienenfahrzeugunternehmen Niigata Tekkō, basierten auf der Baureihe KiHa 130 von JR Hokkaido und waren an das raue Klima angepasst. Die zwölf Wagen der Baureihe CR 70 waren 16,300 m lang, 2,998 m breit und 3,761 m hoch. Sie wogen 18 Tonnen und boten 46 Sitz- und 56 Stehplätze. Der Motor des serienmäßig hergestellten Typs DMF13HS (mit Turbolader) ermöglichte eine Höchstgeschwindigkeit von 95 km/h. Zur weiteren Ausstattung gehörten eine Toilette und ein Fahrscheinautomat. Die vier Wagen der Baureihe CR 75 waren beinahe baugleich. Der einzige Unterschied bestand darin, dass sie je einen Sitz- und Stehplatz aufwiesen; an ihrer Stelle stand ein Getränkeautomat.